# Liste der Monuments historiques in Dhuisy
Die Liste der Monuments historiques in Dhuisy führt die Monuments historiques in der französischen Gemeinde Dhuisy auf.

## Liste der Objekte
| Bezeichnung                                                    | Beschreibung | Standort                                                      | Kennzeichnung | Schutzstatus | Datum | Bild |
| -------------------------------------------------------------- | --- | ------------------------------------------------------------- | ------------- | ------------ | ----- | ---- |
| Gemälde Das Jesuskind mit den Passionswerkzeugen               | Ölgemälde aus dem 17. Jahrhundert. Restauriert im Jahr 2008. | Im südlichen Kirchenschiff der Kirche St-Nicolas (Lage)       | PM77004820    | Inscrit      | 1996  |      |
| Altarbild Die Anbetung der Heiligen Drei Könige                | Ölgemälde aus dem 17. Jahrhundert. Von 1998 bis 1999 restauriert. | Am Altar in der Kirche St-Nicolas (Lage)                      | PM77000561    | Classé       | 1908  |      |
| Gemälde Heiliger Hieronymus                                    | Ölgemälde mit der Darstellung des Heiligen Hieronymus der schräg vor einem kleinen Kruzifix kniet und einen Stein in der rechten Hand hält. Entstehungszeit im 17. Jahrhundert. Restauriert. | In der Kirche St-Nicolas (Lage)                               | PM77004777    | Inscrit      | 1994  |      |
| Hauptaltar mit Retabel und Wandvertäfelung                     | Ensemble aus Objekten die aus Holz gefertigt wurden. Entstehungszeit im 17. und 19. Jahrhundert.                                                                                             | Im Chor der Kirche St-Nicolas (Lage)                          | PM77002133    | Classé       | 1996  |      |
| Skulptur Madonna mit Kind                                      | Steinskulptur mit weißer Farbe bemalt und vergoldeten Details aus dem ersten Viertel des 15. Jahrhunderts.                                                                                   | An der Nordwand im Kirchenschiff der Kirche St-Nicolas (Lage) | PM77000562    | Classé       | 1955  |      |
| Stuhl und Sitzplatz des Zelebranten                            | Historischer Stuhl oder Sessel aus dem 18. Jahrhundert. | Im Chor der Kirche St-Nicolas (Lage)                          | PM77000563    | Classé       | 1975  |      |
| Gemälde Der Heilige Nikolaus erweckt die drei Kinder zum Leben | Ölgemälde aus dem 18. Jahrhundert. | In der Kirche St-Nicolas (Lage)                               | PM77004776    | Inscrit      | 1994  |      |